# Galguduud
Galguduud (tiếng Somalia: Galgaduud, tiếng Ả Rập: جلجدود) là một vùng ở miền Trung Somalia, giáp biên giới với vùng Somali của Ethiopia.